# 假体腔动物
假体腔动物(英文 : Pseudocoelomata)，外面以中胚層的縱肌為界，裡面以內胚層的消化管壁為界，沒有體腔膜，因而又稱為原體腔或初生體腔。是动物界中庞大而又复杂的一大类群，包括輪形動物門、腹毛動物門、線蟲動物門、線形動物門、 動吻動物門、鎧甲動物門、棘頭動物門、顎胃動物門、內肛動物門等9个门类。它们的形态结构差异较大，有些形态稀奇古怪。在演化上对其起源、亲缘关系，意见纷纭，其说不一，现已将其各自独立为门。但是它们仍有共同特点。